# Економіка Лівії
Лівія — індустріальна країна з плановою економікою.

## Загальна характеристика економіки
Основні галузі промисловості: нафтовидобувна та нафтопереробна, харчова, текстильна, цементна, металургійна. Найбільшу частку валової пром. Продукції дає нафтовидобувна та нафтопереробна пром-сть. Транспорт — автомобільний, морський, трубопровідний. Декілька міжнародних авіаліній забезпечують сполучення Триполі і Бенгазі з країнами Європи і США.

## Історія
До початку розробки родовищ нафти Лівія була однією з найбідніших країн Африки і не мала особливих перспектив економічного розвитку. Більша частина лівійців була зайнята в сільському господарстві, малопродуктивному через дефіцит атмосферних осадів і нестачі придатних для обробки земель. З виявленням запасів нафти в кінці 1950-х років Лівія вступила на шлях економічного процвітання Вже до середини 1960-х років завдяки розробці родовищ нафти Лівія стала в один ряд з такими країнами, як Венесуела, Кувейт і Саудівська Аравія. У 1983 прибуток на душу населення зріс до 8480 дол. Бурхливий розвиток нафтодобувної промисловості залишив далеко позаду всі інші галузі господарства. Національна промисловість Лівії тільки починає формуватися.
Уряд Лівії докладає зусиль до розширення і диверсифікації галузевої структури промисловості. На початку 1970-х років з'явилися нові галузі промисловості, включаючи виробництво цементу і металовиробів. У подальші роки був укладений ряд контрактів із західноєвропейськими, югославськими і японськими фірмами на будівництво декількох атомних і теплових електростанцій, а також підприємств важкої індустрії. При цьому передбачалося, що частина цих підприємств буде використати як сировину сиру нафту. Серед найбільших підприємств обробної промисловості виділяються металургійний комбінат в Місурата, що випускав до 1,5 млн т сталі і прокату в 1996, заводи по виробництву труб і електрокабелів; налагоджене збирання автомобілів і тракторів. Легка і харчова промисловість розвинені слабо. Традиційні галузі виробництва включають видобуток морських губок, випаровування солі в прибережній зоні і різні ремісничі виробництва: виготовлення виробів зі шкіри, міді, олова, кераміки і килимарство. Є також невеликі підприємства по обробці сільськогосподарської продукції, деревини, виробництву паперу, тютюнових виробів, тканин і мила.
За даними [Index of Economic Freedom, The Heritage Foundation, U.S.A. 2001]: ВВП — $ 32,9 млрд (1994). Темп зростання ВВП — (-2%, 2001). ВВП на душу населення — $ 6510 (1994). Імпорт — продукти харчування, машини, текстиль, транспортне обладнання (г.ч. Італія — 22,3%; Німеччина — 12,0%; Велика Британія — 8,9%; Франція — 6,8%; Туніс — 5%). Експорт — нафта та нафтопродукти (г.ч. Італія — 41,3%; Німеччина — 16,6%; Іспанія — 10%; Туреччина — 6%; Франція — 3,6%). Продаж нафти в 1997 приніс понад 95% всієї суми експортних надходжень.

## Промисловість
В кінці ХХ ст. державні підприємства виробляють близько  90% всієї промислової продукції. Частка промисловості у ВВП — близько 60%; основний обсяг її продукції припадає на нафтовий сектор (до 40% ВВП). Морський транспорт забезпечує експорт нафти і майже всі зовнішньоторговельні перевезення. Порти загального призначення: Триполі, Бенгазі, нафтові — Марса-ель-Бурейка (Марса-ель-Брега), Рас-ель-Ануф, Ес-Сідер, Марса-ель-Харіга, Ез-Зувайтіна. Транспортування нафти і газу території Лівії здійснюється розгалуженою системою трубопроводів, загальна протяжність яких понад 5 тис. км, пропускна спроможність — понад 180 млн т на рік. У кінці 1970-х років були значно розширені порти Триполі і Бенгазі. Після проведеної в середині 1990-х років модернізації значно розширилися можливості портів Місурата, Расам-ель-Ануф, Ес-Сідер і Ез-Зувайтіна. Лівія має в своєму розпорядженні власний вантажний флот (включно з танкерами) загальним тоннажем понад 70 тис. т.

## Сільське господарство
Крім видобутку нафти, важливою складовою економіки є сільське господарство. Сільське населення обробляє землю у вузькій прибережній смузі Триполітанії, використовуючи зимою атмосферні опади, а влітку — зрошування з колодязів. Навколо Триполі, в районі поширення товарного садівництва, вирощують цитрусові, фініки, оливки і мигдаль. У південних оазах для зрошування полів використовуються води підземних джерел. При наявності достатньої кількості опадів на периферії височин сіють ячмінь. Орні землі становлять лише 1% площі країни, і тільки 1% з них входить в зону штучного зрошування. З 1979 ведуться роботи по спорудженню «великої штучної річки» — водоводу, розрахованого на перекидання вод 250 підземних свердловин з оаз Тазербо і Сарір в пустелі Сахара до узбережжя країни.
До 1993 було прокладено 1800 км трубопроводів і каналів, побудовані дороги і водосховища. У Киренаїці на плато Барк-ель-Байда обробляють зернові культури, маслини і плодові дерева. У районі плато Ахдар в Киренаїці живуть кочовики-скотарі.